# Медаль «За высокие достижения» (Омская область)
Медаль «За высокие достижения» — государственная региональная награда Омской области.
Предложена Законодательным Собранием Омской области 17 февраля 2004 года, учреждена Законом Омской области от 1 марта 2004 года № 512-ОЗ-ОД «О государственных наградах Омской области, наградах высших органов государственной власти Омской области и почётных званиях Омской области».

## Статутмедали
Основаниями для награждения медалью «За высокие достижения» являются высокая социальная оценка и значимость результатов общественной деятельности лица, социальная поддержка проектов и программ, создаваемых лицом.
Награждения медалью «За высокие достижения» могут быть удостоены граждане Российской Федерации, постоянно проживающие (зарегистрированные) на территории Омской области.
В исключительных случаях медалью «За высокие достижения» могут быть награждены граждане, проживающие в других субъектах Российской Федерации, иностранные граждане и лица без гражданства. При этом их достижения должны быть направлены непосредственно во благо Омской области.

## Правила ношения
Медаль «За высокие достижения» носится на левой стороне груди и располагается ниже государственных наград Российской Федерации и СССР. При наличии у награждённых медалей (наград) Омской области, медаль «За высокие достижения» носится после золотой медали «За особые заслуги перед Омской областью».

## Описание медали
Медаль «За высокие достижения» выполнена из стали с серебрением, имеет форму круга диаметром 35 мм с выпуклым бортиком с обеих сторон. На лицевой стороне, в центре, расположено рельефное изображение среднего герба Омской области с короной и лентой в одноцветном варианте. Вдоль верхнего края помещена рельефная надпись «За высокие достижения». Ниже герба Омской области расположен рельефный декоративный вензель.
На оборотной стороне — рельефные изображения полувенка из дубовых ветвей и надписи «Омская область». Над полувенком в средней части расположен номер медали.
Согласно указу Губернатора Омской области от 13 августа 2004 года № 171 «Об утверждении описания медали...» предполагалось крепить медаль к эксклюзивной прямоугольной колодке, шириной 32 мм, высотой - 26 мм., обтянутой шёлковой муаровой лентой цветов флага Омской области. Верхняя и нижняя часть колодки обрамлялись металлическими полосами, загнутыми под прямым углом к центру колодки на 5 мм. Ширина полос 2 мм, их материал и цвет соответствовали материалу и цвету медали.
Однако на практике, в целях экономии средств, последующие партии медалей стали крепить к классическим четырёхугольным (29 × 25 мм) и пятиугольным колодкам, обтянутым шёлковой муаровой лентой цветов флага Омской области.
На оборотной стороне колодки имеют булавку для прикрепления медали к одежде.
Награждённым медалью вручается удостоверение к медали.

## История
Медаль «За высокие достижения» впервые была предложена к обсуждению Законодательным Собранием Омской области 17 февраля 2004 года. Учреждена Законом Омской области от 1 марта 2004 года № 512-ОЗ «О государственных наградах Омской области, наградах высших органов государственной власти Омской области и почётных званиях Омской области» и с тех пор является третьей по значимости региональной наградой Омской области.
Первое награждение медалью «За высокие достижения» состоялось 12 апреля 2005 года. Тогда, с формулировкой «за сохранение традиций поколения ветеранов Великой Отечественной войны и патриотическое воспитание молодёжи», медалью было награждено три человека: А.В. Романенко, В.П. Попов и Н.А. Комракова. Медаль за № 1 была вручена ветерану Великой Отечественной войны, читателю Центральной городской библиотеки Омска Алексею Васильевичу Романенко.
В дальнейшем, к памятным и знаменательным датам Омской области, медаль вручалась многократно. Среди награждённых медалью «За высокие достижения»: спортсмены А.П. Ряхов, Е.А. Салахов, Р.А. Слуднов, председатель общественной организации ветеранов войны и военной службы В.И. Дедов, директор Омского государственного историко-краеведческого музея П.П. Вибе, директор Омского государственного музыкального театра Б.Л. Ротберг и солист этого театра Г.В. Котов, актер омского Драмтеатра В.И. Алексеев, генеральный директор АО ГКНПЦ имени М. В. Хруничева А.Г. Варочко, вице-губернатор Омской области С.П. Фролов, а также многие другие заслуженные омичи.